# Ratumse Beek
De Ratumse Beek is een beek die in Duitsland dicht bij de Nederlandse grens ontspringt. Vervolgens stroomt zij ter hoogte van Ratum (gemeente Winterswijk) Nederland binnen in de richting van Winterswijk en mondt ten noordoosten van het dorp weer uit in de Groenlose Slinge.
In de samenloop van de Ratumse Beek en de Willinkbeek ligt Wieskamp, een klein gebied in de buurtschap Henxel.  

## Achtergrond
Een deel van de loop van de Ratumse Beek werd in middeleeuwen gegraven om de afvoer van water uit natte delen in de buurtschappen Ratum en Henxel te verbeteren. De Ratumse Beek mondt in de Groenlose Slinge uit. De beek stroomt onder meer  door de natuurgebieden Döttenkrö en Bönnink. In de 20e eeuw werd de beek op een aantal plaatsen gekanaliseerd om het water versneld af te kunnen voeren. De snelle afvoer was gunstig voor de landbouw maar niet voor de natuur. In de natuurterreinen droogde het vochtige beekdal uit en verdwenen bijzondere planten. In samenwerking met het waterschap is de oorspronkelijke loop op diverse plaatsen hersteld. Nu het beekdal weer natter is geworden, keert de oorspronkelijke vegetatie langzaam terug.